# Gabriele Oriali
Gabriele Oriali, född 25 november 1952 i Como, Italien, är en före detta professionell fotbollsspelare som spelade 28 landskamper för Italiens herrlandslag i fotboll|Italienska landslaget mellan 1978 och 1983.
Mittfältare i Italiens världsmästarlag 1982. På klubblagsnivå spelade han för Inter mellan 1970 och 1983. Därefter spelade han fyra säsonger i Fiorentina.

## Meriter
- Italiensk mästare 1980
- 28 landskamper/1 mål
  - VM 1982
  - VM-guld 1982
  - EM 1980